# باتل جراوند (2014)
باتل جراوند 2014 (بالإنجليزية: Battleground 2014)‏ أحد عُروض المصارعة الشهرية التي تُقدمها شركة دبليو دبليو إي وقد عُرض في 20 يوليو 2014 وهذه النسخة الثانية للعرض بعد نسخة 2013.
كانت فيه ثمانية مباريات منضمنها مباراتان بالعرض التقديمي، وكان الحدث الرئيسي مباراة رباعية بين جون سينا ورومان رينز وكين وراندي أورتن على بطولة الدبليو دبليو إي للعالم والوزن الثقيل وقد تمكن جون سينا من الفوز.

## جدول المباريات
| الرقم | النتائج                                                          | شروط المباراة                                                 | الوقت |
| ----- | ---------------------------------------------------------------- | ------------------------------------------------------------- | ----- |
| 1     | آدم روز هزم فاندانغو                                             | مباراة فردية                                                  | 1:19  |
| 2     | كامرون هزمت نعومي                                                | مباراة فردية                                                  | 3:18  |
| 3     | ذا أوسو (جيمي و جاي أوسو هزموا عائلة وايت (لوك هاربر وإيريك رون) | مباراة عدتان من أصل ثلاث على بطولة الفرق                      | 18:50 |
| 4     | اي جاي لي (ب) هزمت بايج                                          | مباراة فردية على بطولة الديفاز                                | 7:48  |
| 5     | روسيف (مع لانا) هزم جاك سواجر (مع زاب كولتر) بالعد الخارجي       | مباراة فردية                                                  | 9:55  |
| 6     | كريس جيريكو هزم براي وايت                                        | مباراة فردية                                                  | 15:4  |
| 7     | ذا ميز فاز بباتل رويل أخر أقصاء دولف زيجلر                       | باتل رويال على بطولة القارات الشاغرة                          | 14:11 |
| 8     | جون سينا هزم رومان رينز راندي أورتن وكين                         | مباراة رباعية على بطولة الدبليو دبليو إي للعالم، الوزن الثقيل | 18:15 |

## روابط خارجية
- باتل جراوند على موقع IMDb (الإنجليزية)
- باتل جراوند على موقع قاعدة بيانات الفيلم (الإنجليزية)
- باتل جراوند على موقع كينوبويسك (الروسية)